# Chu ko nu
La chu ko nu (en chinois : 諸葛弩 Zhūgěnǔ ) ou arbalète à répétition est une petite arbalète chinoise à levier, pouvant tirer jusqu’à dix carreaux de manière répétitive. 

## Historique et description

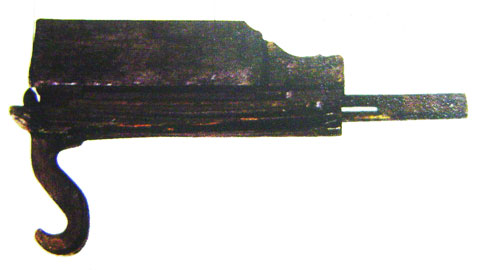
Modèle d'arbalète a répétition à deux coups trouvée dans une tombe de l'État de Chu datant du

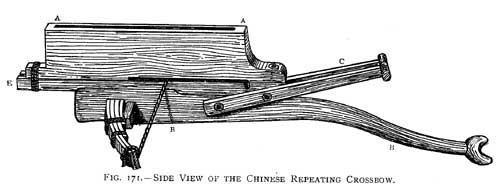
Chu ko nu.

Son nom provient d'une version de l'arme améliorée par Zhuge Liang (181-234), célèbre chef militaire et premier ministre du royaume de Shu durant la période des Trois Royaumes ; Chu Ko Nu signifie littéralement « arbalète de Zhuge ». Les soldats qui maniaient l'arme portaient son nom. C'est pourquoi on les appelait fantassins « chu ko nu ».
C'était une arme qui nécessitait une légère connaissance de la mécanique, du fait de son entretien obligatoire très fréquent. Le soldat devait la tenir du bras droit et activer le levier du gauche. Une fois un carreau tiré, un second carreau venait automatiquement remplacer le premier et ainsi de suite jusqu'à ce que le chargeur d'une dizaine de carreaux, monté sur l'arme, soit vide.
Cette arme ne verra sa fin que vers le XVIe siècle ou XIVe siècle  selon les sources, pour laisser la place à l'arquebuse.
C'est le seul type d'arbalète dont la cadence de tir est supérieure à l'arc, dix traits en quinze secondes. L'avantage de cette arme est évident : cent hommes armés de l'arbalète à répétition pouvaient envoyer mille traits en 15 secondes. Le trait court, mince, sans empennage, la pointe de fer à section carrée ou triangulaire était souvent empoisonnée pour compenser son faible pouvoir de pénétration.